# Georges Primo
Pour les articles homonymes, voir Primo.
Le docteur Georges, Charles, André baron Primo, né le 18 avril 1924 à Schaerbeek, est un chirurgien belge. Il fut le premier chirurgien à effectuer une transplantation cardiaque en Belgique. 
Il fut anobli baron par le roi Albert II de Belgique le 12 février 1999. Sa devise est Mon Devoir avant mon Droit.
À Schaerbeek, dans le quartier Helmet, se trouve l'école Georges Primo.

## Distinctions
- Grand officier de l'ordre de Léopold
- Officier de l'ordre de Léopold II
- Grand officier de l'ordre de la Couronne